# Аюханов, Закир Насырович
Заки́р Насы́рович Аюха́нов (23 мая 1889 — 22 июня 1961) — советский филолог, педагог и философ. Принимал активное участие в разработке кириллического алфавита для башкирского языка.

## Биография
Родился 23 мая 1889 года в расположенном в Самарской губернии деревне Колмаюр (в настоящее время — село Татарский Калмаюр Чердаклинского района Ульяновской области). Происходил из семьи бедных крестьян. С 1901 по 1907 годы учился в школе города Мелекес, затем в расположенном в Оренбурге медресе Хусаиния, которое окончил в 1911 году. После этого поступил в Каирский университет Египта, окончил его в 1914 году.
Затем преподавал в медресе Хусаиния. Одновременно с этим начал печататься в литературном журнале «Шура», ряд его статей посвящены проблемам экономики. По ряду вопросов мнение Аюханова не совпало с господствующими в тот период мнениями богословов и философов, в частности с Мусой Бигиевым, с последним у него произошла заочная полемика. В связи с неприятием, встреченным Аюхановым, и оказываемым на него вследствие этого давлением, Закиру Аюханову пришлось переехать из Оренбурга в Уфу. Там он преподавал в медресе Галия и продолжил журналистскую деятельность, написанные им статьи печатались в газете «Наш путь».
В 1918-26 годах учился в Томском университете и преподавал в ряде различных учебных заведений. Со временем вернулся в Уфу, там также преподавал в ряде учебных заведений, в частности Башкирском сельскохозяйственном институте.
Умер 22 июня 1961 года в Уфе.

### Научный вклад
Принимал активное участие в разработке алфавита для башкирского языка на основе кириллицы. В 1926 году был издан созданный при участии Аюханова «Алифба» (Букварь), переиздававшийся до 1968 года 25 раз. Всего Закир Аюханов принял участие в разработке 17 учебников и методических пособий. Перевёл на русский язык ряд шежере.